# John-Michael Liles
John-Michael Liles (Indianapolis, 25 novembre 1980) è un ex hockeista su ghiaccio statunitense.

## Carriera
Nel corso della sua carriera ha indossato, tra le altre, le maglie di Hershey Bears (2002/03), Colorado Avalanche (2003/04, 2005-2011), Iserlohn Roosters (2004/05), Toronto Maple Leafs (2011-2013, 2013/14), Toronto Marlies (2013/14), Carolina Hurricanes (2013-2016) e Boston Bruins (2015-2017).
Con la nazionale statunitense ha preso parte ai Giochi olimpici invernali 2006 e a due edizioni dei campionati mondiali (2005 e 2009).